# Caught (película de 2015)
Caught es un telefilme estadounidense de 2015. Es un thriller psicológico dirigido por Maggie Kiley y protagonizado Anna Camp, Samuel Page, Stefanie Scott y Amelia Rose Blaire.

## Argumento
Allie (Stefanie Scott) tiene una relación secreta con Justin (Samuel Page), quien es un chico mayor, pero también encantador. Lo que Allie no sabe es que está casado con Sabrina (Anna Camp) quien, al descubrir el asunto, recluta a su reacia hermana Paige (Amelia Rose Blaire) para ayudar a secuestrar a Allie. En principio pensado como broma, la situación sale de control cuando Allie lucha por su vida.

## Reparto
- Anna Camp como Sabrina
- Samuel Page como Justin
- Stefanie Scott como Allie
- Mary B. McCann como Beth
- Amelia Rose Blaire como Paige
- Wolfgang Bodison como el entrenador

## Rodaje
El rodaje de la película tuvo lugar en Carolina del Norte, Los Ángeles, y Boston.